# Carlopoli
Carlopoli est une commune italienne de la province de Catanzaro, dans la région Calabre.

## Administration
| Période                                  | Période  | Identité     | Étiquette | Qualité |
| ---------------------------------------- | -------- | ------------ | --------- | ------- |
| 15 avril 2008                            | En cours | Bruno Arcuri |           |         |
| Les données manquantes sont à compléter. |          |              |           |         |

### Hameaux
Castagna

## Personnalités
- Raffaele Piccoli, garibaldien (Castagna, 1819 – Catanzaro, 1880).

### Communes limitrophes
Bianchi, Cicala, Gimigliano, Panettieri, Sorbo San Basile, Soveria Mannelli.

## Lieux touristiques
Dans le territoire de Carlopoli (Castagna) se trouvent les ruines de l'ancienne abbaye de  Santa Maria di Corazzo.